# Сент-Джордж (Южная Каролина)
Сент-Джордж (англ. Saint George) — город и административный центр округа Дорчестер в штате Южная Каролина в Соединённых Штатах Америки.
Согласно результатам переписи населения США, проведённой в 2020 году, число жителей города составляло 1843 человека, что, для такого небольшого населённого пункта, существенно ьше (− 11.6%), чем было во время предыдущей переписи прошедшей в 2010 году (2084 человека).

## История
Некорпоративное сообщество Сент-Джордж был зарегистрирован законом законодательного собрания Южной Каролины 28 января 1875 года. Поселение было названо в честь Святого Георгия (англ. St. George). В 1880 году Сент-Джордж насчитывал менее трёхсот жителей.

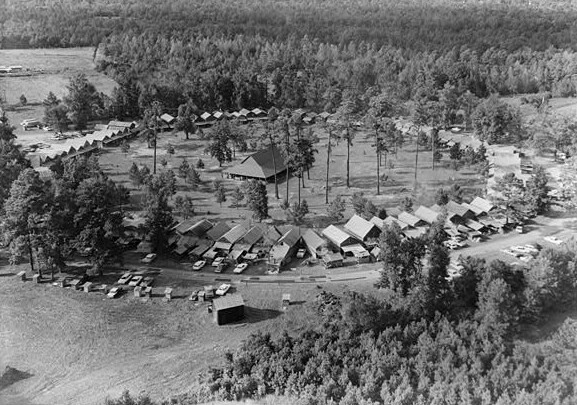
Методистский кемпинг Индиан Филдс

Город рос по обе стороны от канала и железнодорожной дороги — одной из первых построенных в Соединенных Штатах, и первой, которая предложила регулярные пассажирские поезда, тянущиеся паровозами.
В 1970-х годах методистская церковь Эпплби, Кэрролл Плейс и методистский кемпинг Индиан Филдс были включены в Национальный реестр исторических мест США.
Своего пика население города достигло в 1980 году, когда число горожан достигло отметки в 2134	человека.

## География
Город Сент-Джордж расположен недалеко от пересечения межштатных автомагистралей I-26 и I-95 на высоте около 32 метров над уровнем моря.
В соответствии с данными указанными на сайте центрального статистического органа страны — Бюро переписи населения США, общая площадь города составляет 2,7 квадратных мили (7,0 км²) и вся эта территория приходится на сушу.